# Альтілія
Альтілія (італ. Altilia, сиц. Atilia) — муніципалітет в Італії, у регіоні Калабрія,  провінція Козенца.
Альтілія розташована на відстані близько 450 км на південний схід від Рима, 40 км на північний захід від Катандзаро, 19 км на південь від Козенци.
Населення — 708 осіб (2014).
Щорічний фестиваль відбувається 20 січня. Покровитель — Santa Maria dell'Assunta.

## Демографія
Населення за роками:

Станом на 1 січня 2023 року в муніципалітеті офіційно проживало 12 іноземців з 8 країн, серед них 6 громадян країн Євросоюзу.

## Сусідні муніципалітети
- Бельсіто
- Карпанцано
- Гримальді
- Маліто
- Мартірано
- Мотта-Санта-Лучія
- Педівільяно
- Шильяно